# Staatsfeind Nr. 1
A Staatsfeind Nr. 1 (magyarul kb. első számú közellenséget jelent) Bushido harmadik albuma. Az albumon szerepel Baba Saad, D-Bo, Chakuza, Billy13, Eko Fresh, Godsilla és J. R. Writer. Az album aranylemez lett Németországban, és két kislemez is született erről az albumról: az "Endgegner" és az "Augenblick".

## Tracklista
1. "Intro" – 1:30
2. "Waffendealer" – 3:15
3. "Der Sandmann" (feat. Chakuza & Saad) – 3:55
4. "Die Stimme Der Nation" (feat. Godsilla)
5. "Untergrund" (feat. Eko Fresh) – 4:10
6. "Engel" – 3:19
7. "Ab 18" (feat. Saad) – 3:54
8. "Das Leben Ist Hart" – 4:17
9. "Staatsfeind Nr. 1" – 4:18
10. "Sieh In Meine Augen" (feat. D-Bo)
11. "Harter Brocken" (feat. J. R. Writer) – 3:31
12. "Hymne Der Straße" (feat. Saad) – 3:44
13. "Augenblick" – 4:02
14. "Endgegner" – 3:42
15. "Bis Wir Uns Wiedersehen" (feat. Cassandra Steen) – 3:12
16. "Wir Regieren Deutschland" (feat. Billy13 & Saad) – 3:40
17. "Mein Leben Lang" (feat. Chakuza) – 4:03
18. "Der Bösewicht" (feat. Saad) – 3:08
19. "Outro" – 1:30